# 더 선 오브 더 셰이크
《더 선 오브 더 셰이크》(The Son of the Sheik)는 미국에서 제작된 조지 피츠모리스 감독의 1926년 드라마, 모험 무성 영화이다. 흥행작 《족장》(1921)의 후속작이다. 아버지와 아들, 1인 2역을 연기한 주연 루돌프 발렌티노의 마지막 영화 출연작이며, 발렌티노의 사망 2주 후 일반에 공개되었다.
2003년, 이 영화는 미국 의회도서관에 의해 문화적으로, 역사적으로, 미적으로 중요함을 인정 받아 미국 국립영화등기부에 선정, 보존되었다.
2002년, 이미지 엔터테인먼트는 더 선 오브 더 셰이크를 DVD로 발매하였다.

## 줄거리
한 아랍인 족장과 그에게 납치 당한 영국 상류층 여성 다이애나 사이에서 태어난 아메드는 무희 야스민에게 구애하기 위해 몰래 밖으로 빠져나갔다가 야스민의 아버지 안드레이가 이끄는 마적단과 야스민의 약혼자인 무어인 가바에게 납치 당한다.

## 출연

### 주연
- 루돌프 발렌티노 - 아메드 / 족장(아메드의 아버지) 역
- 빌마 뱅키 - 야스민 역
- 조지 포셋 - 안드레이, 야스민의 아버지 역
- 몬터규 러브 - 가바
- 칼 데인 - 라마단 역
- 애그니스 에어스 - 다이애나, 아메드의 어머니이자 족장의 아내 역

## 같이 보기
- 무성 영화